# خلنج برمان
خلنج برمان (بالإنجليزية: Erica Burman)‏ هي عالمة نفس بريطانية، ولدت في 1960.